# Skå-Edeby (ort)
För godset med samma namn, se Skå-Edeby (gods).
Skå-Edeby är en bebyggelse i Ekerö kommun i Stockholms län. Strax väster om denna ort ligger Skå-Edeby flygfält. 
Småorten existerade vid SCB:s avgränsningar åren 1990 och 1995. 
År 2000 hade befolkningen i området minskat till under 50 personer och SCB avgränsade här inte längre någon småort. Detta förändrades 2015 då SCB åter räknade 79 invånare inom småorten. Vid avgränsningen 2023 avregistrerades småorten ånyo

## Allmänt
Landskapet kring Skå-Edeby präglas av jordbruk som har bedrivits här ända sedan yngre järnåldern. Genom området leder Färentunavägen som  blev huvudvägförbindelsen mellan Drottningholms slott och Svartsjö slott. Flera bevarade milstenar bär Gustaf Fredrik Liljencrantz initialer och vittnar om vägens tidigare betydelse. Tuna gård ligger vid Skå kyrka intill avtagsvägen mot Skå-Edeby och lydde under Edeby. Gårdes stora ekonomibyggnader härrör från början av 1900-talet; de syns från långt håll och sätter sin prägel på slättlandskapet. Byggnaderna ligger grupperade i en stor fyrkant och bildar en innergård. Manbyggnaden är av äldre datum men har fått sin nuvarande villaprägel vid en ombyggnad 1902. Strax intill ligger Tuna Domargården med sju mindre byggnader. Även Domargården låg under Edeby.

## Forntid
Området var bebodd redan på yngre järnåldern, som flera större gårdsgravfält och storhögar cirka 1,5 kilometer sydväst om Skå-Edeby vittnar om. Strax öster om gårdsbebyggelsen ligger ett gravfält på 100x30 meter bestående av ungefär 20 fornlämningar. Väster om gården vid Skå-Edeby flygfält återfinns även Tunagravfältet med 100 anläggningar som är Färingsöns största i sitt slag. De historiska lämningarna tyder på att en stormansgård låg vid Tuna under yngre järnåldern och tidig medeltid.

## Nyare historik

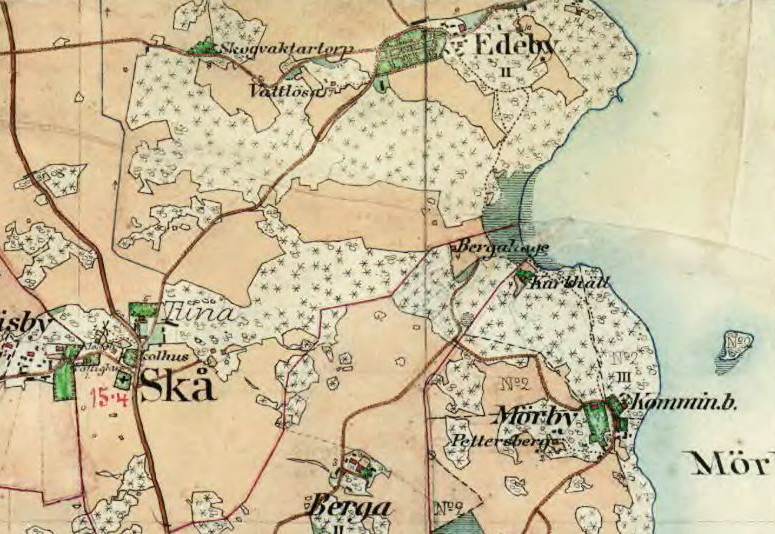
Skå och Edeby 1901.

Skå och Edeby var förr två separata samhällen, där Skå avsåg platsen vid Skå kyrka och Tuna gård medan Edeby avsåg gården och godset Edeby. Skå kyrkas byggnadshistorik går tillbaka till slutet av 1100-talet. Den bevarade herrgårdsanläggningen vid Edeby bestående av mangårdsbyggnad och två fristående flygelbyggnader uppfördes i trä kring sekelskiftet 1800. År 1857 förvärvade snusfabrikanten Knut Ljunglöf (även kallad snus-kungen) egendomen Skå-Edeby, som då var ett av Färingsöns största lantbruk. Han avled 1920 och egendomes gick till hans son Robert Ljunglöf. 1940 förvärvades godsets mark och byggnader av Stockholms stad.
På godsets markområde anlades Skå-Edeby flygfält som invigdes 1942. På 1950-talet utreddes frågan om en storflygplats på Skå som ett alternativ till Halmsjöbanan (som sedermera blev Stockholm Arlanda Airport). Den 20 oktober 1956 tillsattes en kommitté av Gustaf VI Adolf och den 9 januari 1957 lämnade den sitt betänkande. Efter ytterligare utredningar vanns dragkampen mellan Skå-Edeby och Halmsjön slutligen av Halmsjön, delvis beroende på Skå-Edebys dåliga markförhållanden.
I slutet av 1940-talet började en ny epok på godset Skå-Edeby. Då inleddes en experimentell verksamhet för vård och boende för psykosocialt utsatta familjer. Inriktningen låg på pojkar och flickor i åldrarna 7-15 år. Verksamheten blev känd under namnet Barnbyn Skå med socialläkaren Gustav Jonsson (kallad Skå-Gustav) som initiativtagare och första föreståndare. Den sista juni 2005 stängde Barnbyn Skå portarna. Efter en tids förfall såldes anläggningen år 2010 av Stockholms stad till Skå Edeby Utveckling AB. Idag nyttjas herrgården för företagets administration och de flesta byggnader har blivit privatbostäder.

## Bilder

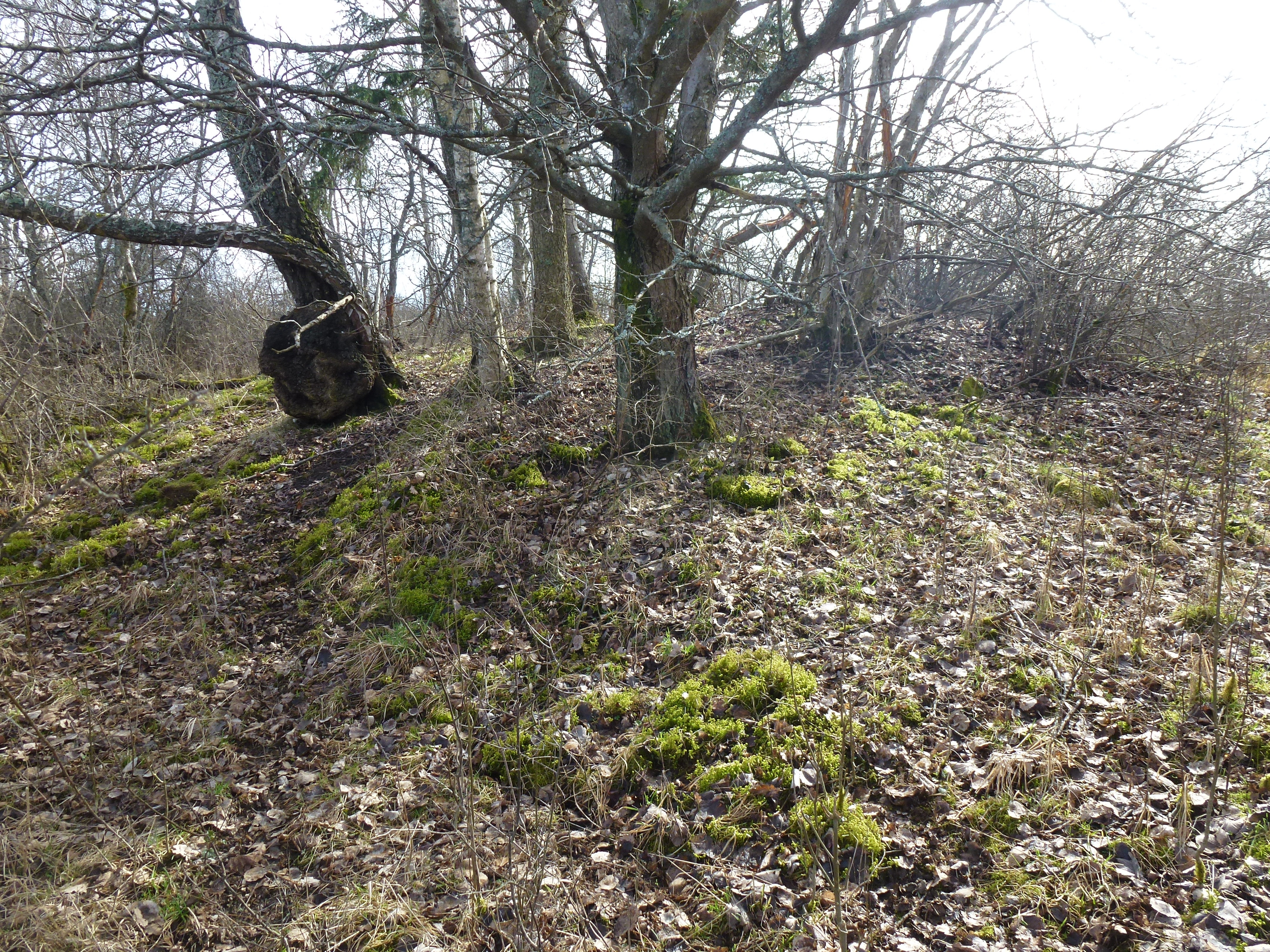
Tunagravfältet
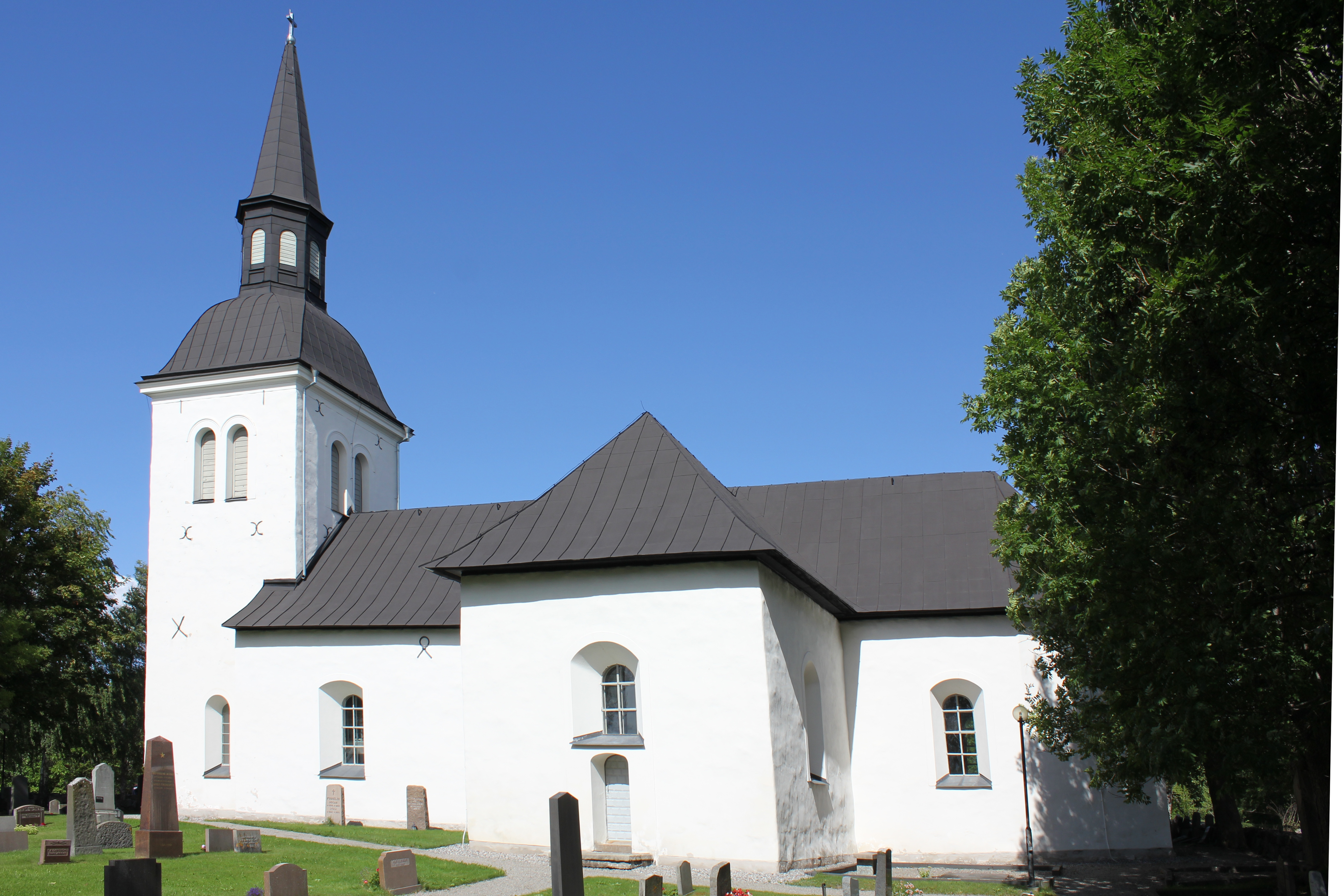
Skå kyrka
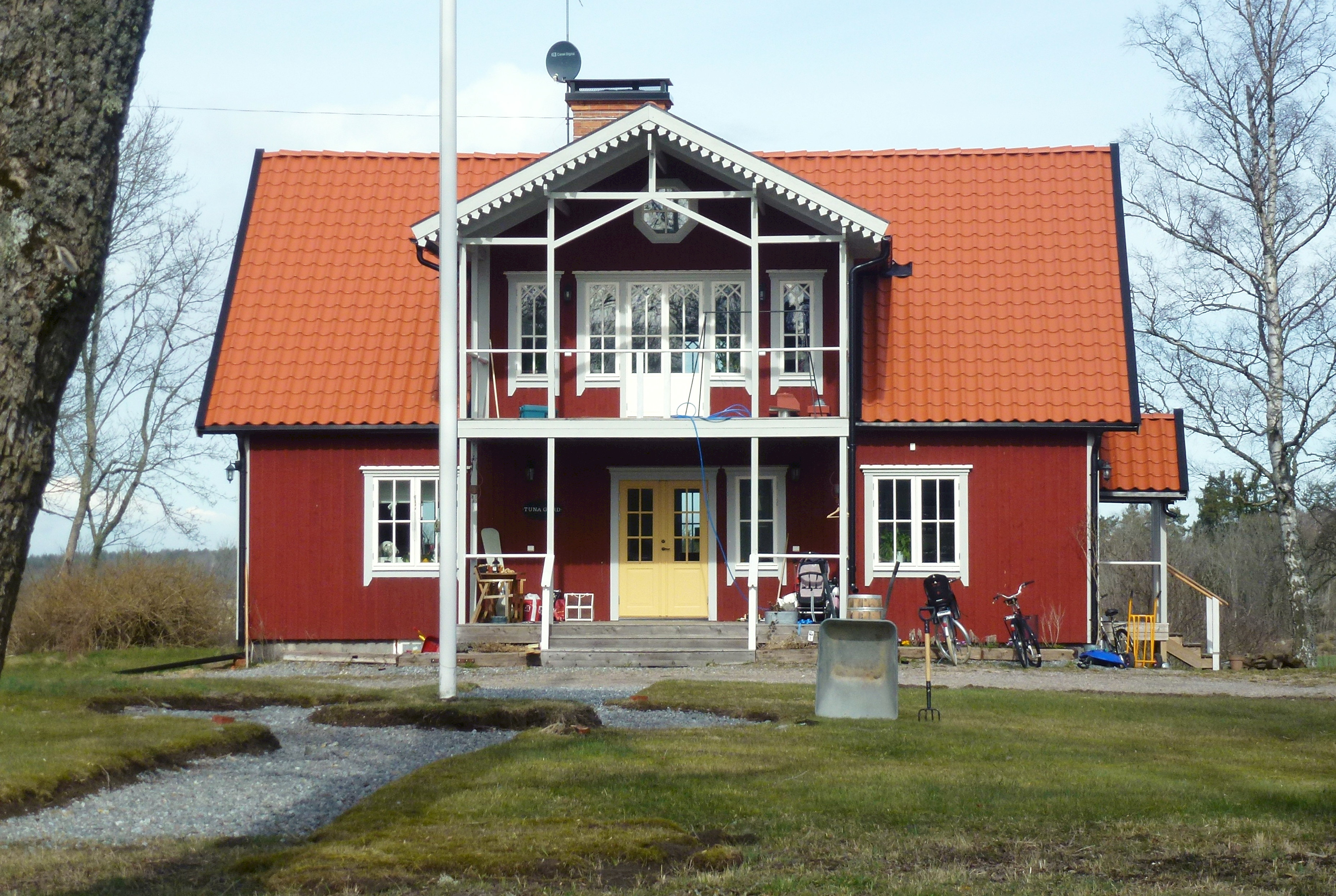
Tuna gårds huvudbyggnad
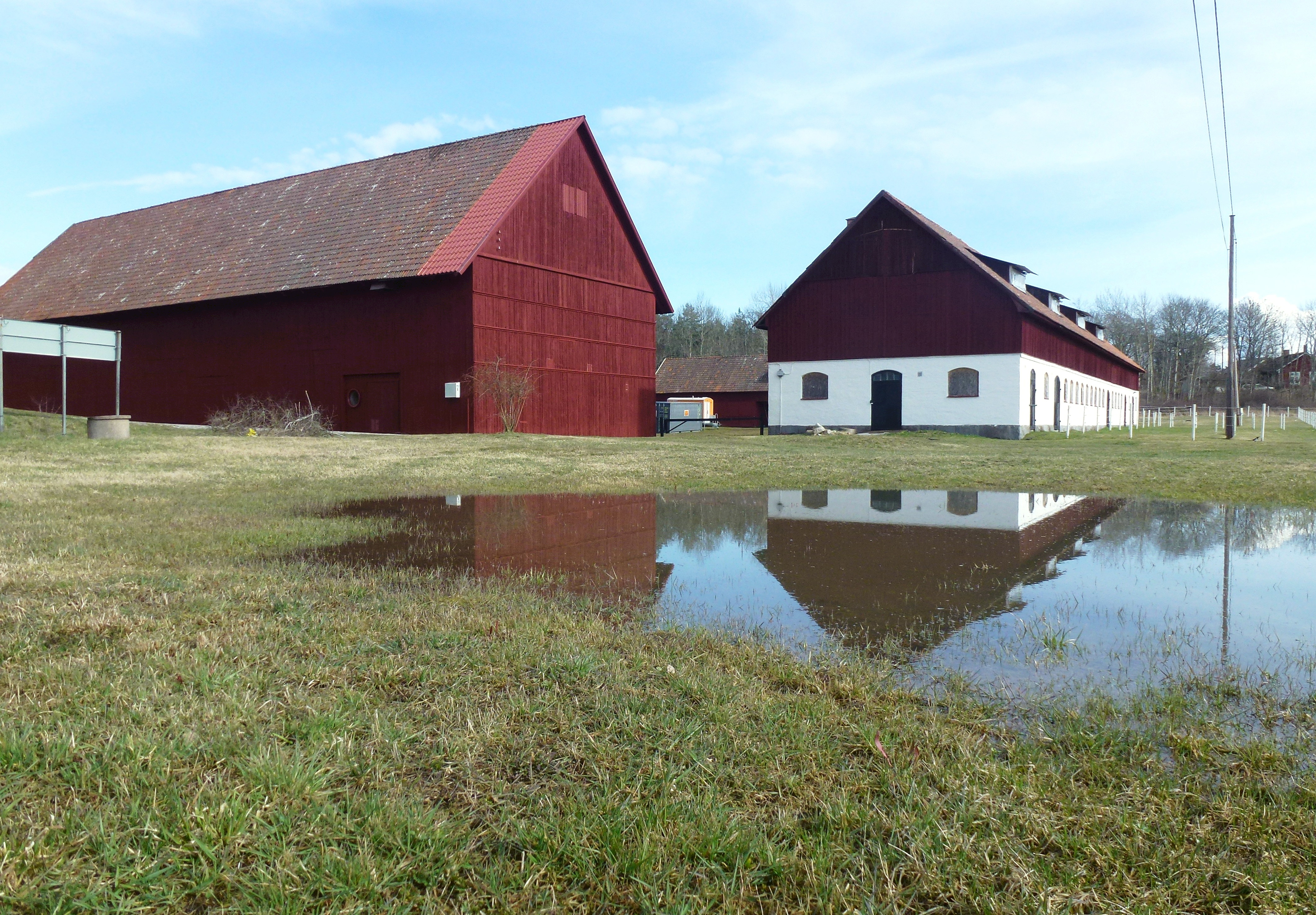
Tuna gårds ekonomibyggnader
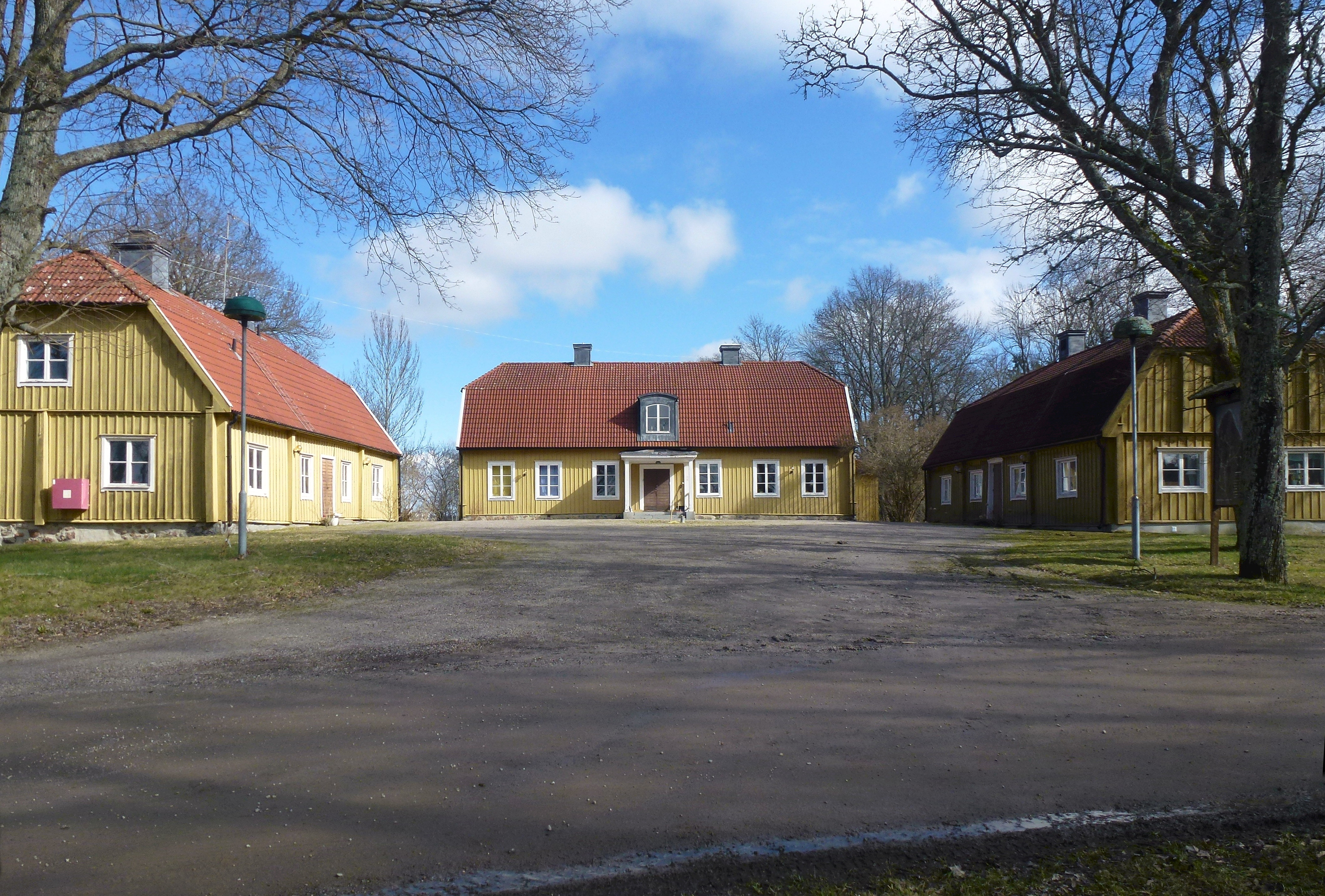
Skå-Edeby herrgård
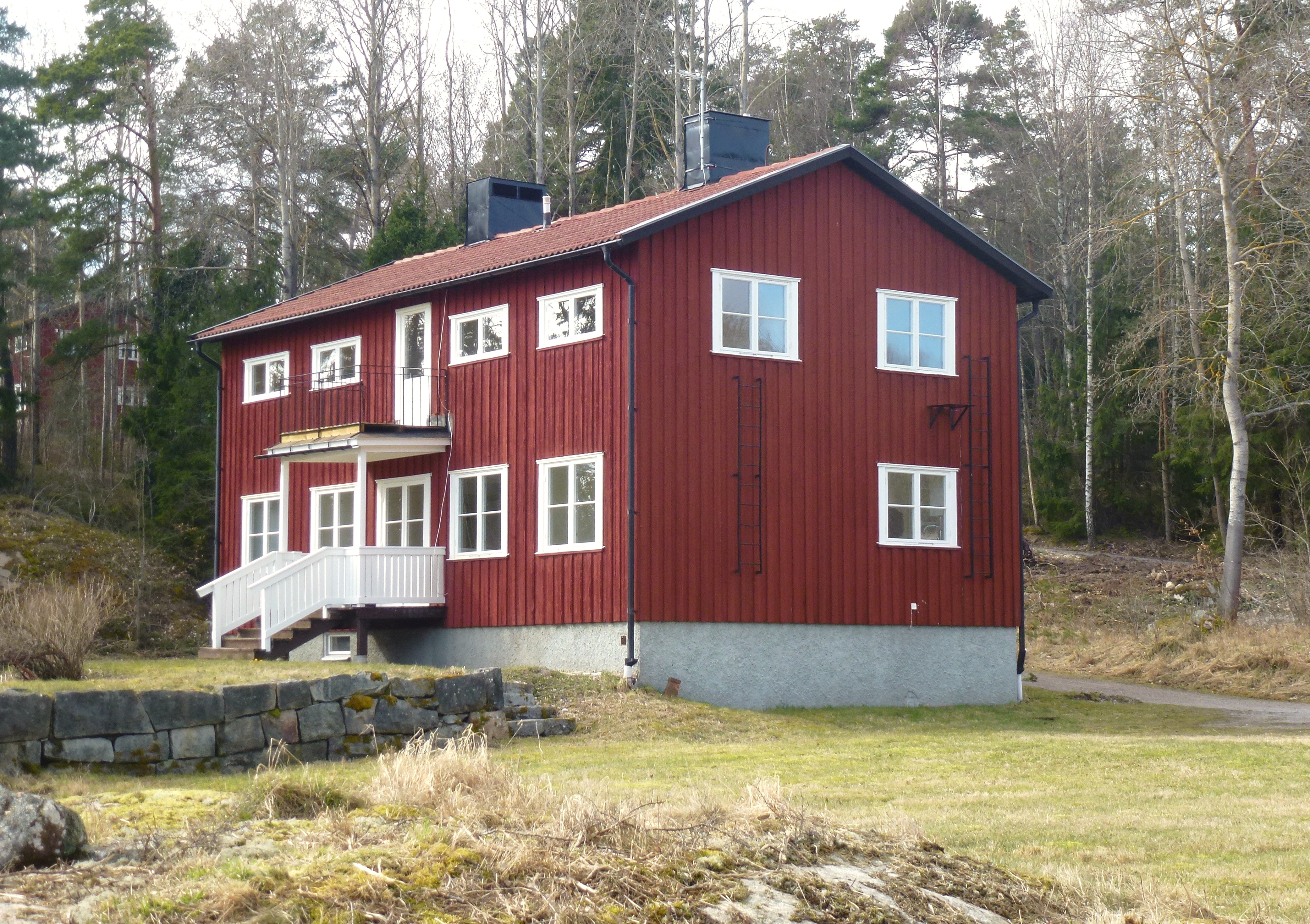
Barnbyn Skå
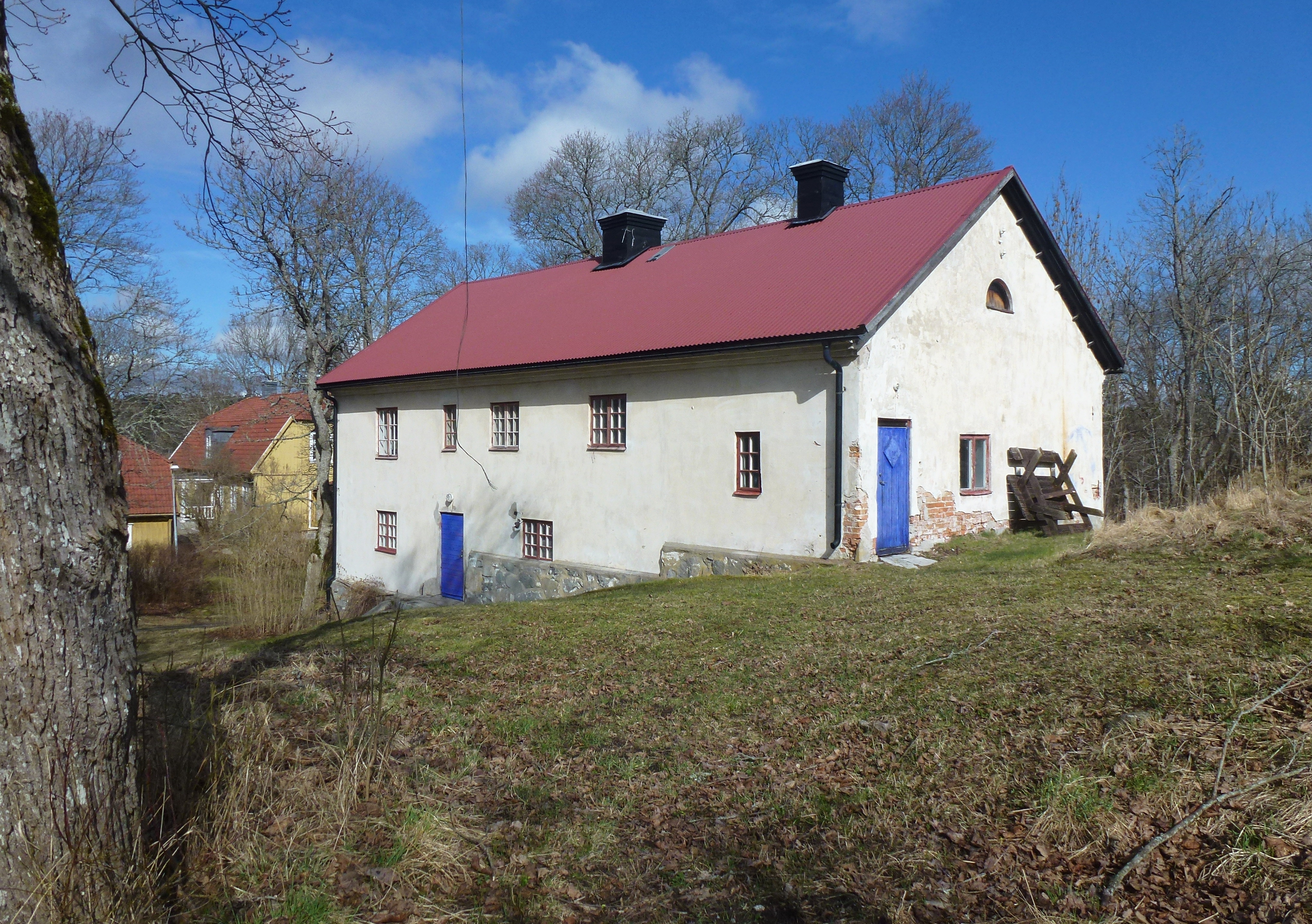
Bränneribyggnad vid Edeby
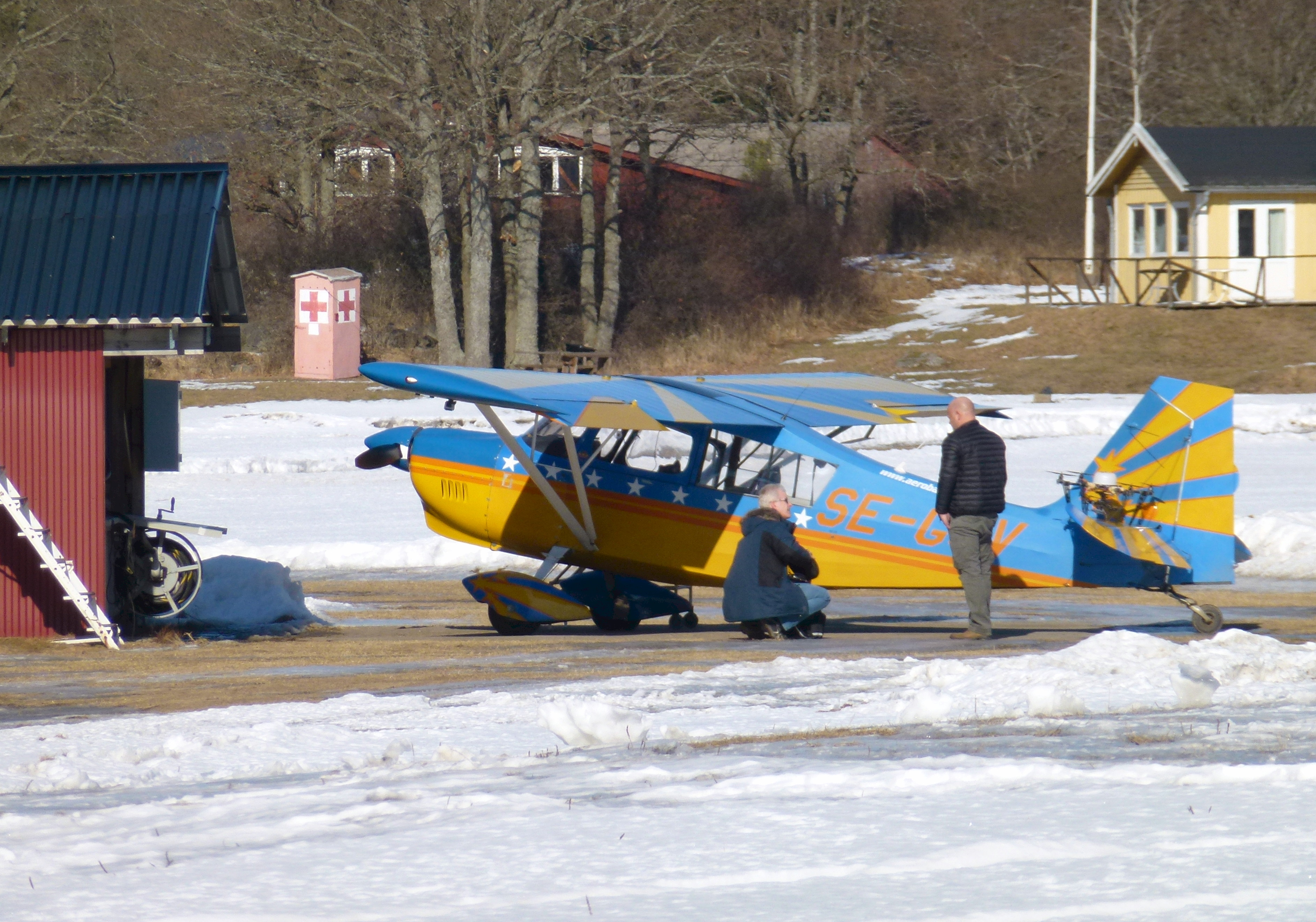
Skå-Edeby flygfält